# Teletón 1995 (Chile)
La Teletón 1995 fue la décima tercera versión de la campaña solidaria que se realizó en Chile los días 1 y 2 de diciembre. El lema de esta versión fue «Nuestra gran obra». El niño símbolo elegido para la campaña fue Marcel Cáceres.
El evento, transmitido por más de 27 horas consecutivas, se realizó en el Teatro Teletón desde las 22:00 del viernes hasta las 22:00 del sábado, y el cierre de campaña en el Estadio Nacional, siendo la primera vez en que se realizaba la clausura en dicho recinto deportivo. Durante la madrugada del 3 de diciembre fue entregado el último cómputo, que alcanzó los $ 5 005 253 668. Aunque dicha cifra superó con creces la cantidad reunida en la versión anterior ($ 3 138 513 916), la meta era duplicar ese monto, por lo que fue la primera y, hasta el momento, única Teletón que no ha superado el objetivo propuesto.

## Desarrollo
Como de costumbre, el inicio del evento televisivo contó con la presencia de diversas autoridades con un emotivo discurso de apertura de Don Francisco, en donde anunció que la meta para esta edición, que inicialmente sería de $ 3 138 millones (lo recaudado en la Teletón anterior) pasaría a ser el doble de lo recaudado en la campaña pasada, teniendo en cuenta el último cómputo durante la jornada, es decir, $ 6 277 027 832, tarea casi imposible debido a las repercusiones de la breve crisis económica mundial. El motivo para que se duplicara la meta, según Don Francisco, era la urgencia que se tenía para construir nuevos institutos de rehabilitación, en función de la demora cada vez mayor tanto para un niño ingresar a la Fundación cuanto para ir de ambulancia de su casa hasta el IRI más cercano. Según el animador, el tiempo promedio de locomoción de los niños había triplicado en los últimos cinco años.
Antonio Vodanovic propuso que, como una primera meta, antes de las 16:00 se alcanzara la mitad de la meta, cosa que finalmente no ocurrió. Las cifras a lo largo de la jornada no eran alentadoras y el pesimismo se confirmó cuando a las 17:42 se conoció un nuevo cómputo, el que mostraba apenas $ 1 879 164 121, recién el 30% de la meta. A las 19:00, Don Francisco solicitó a los canales de televisión que retrasasen en una hora la transmisión de sus noticiarios para poder exhortar a los chilenos a que acudieran al banco. Los canales aceptaron la proposición y, a las 22:00, el último cómputo en el teatro indicó $ 3 208 291 257, poco más del 50% de la meta.
La derrota cada vez se hacía más notoria. Tan solo faltaban 2 horas para el final de la campaña y recién se había superado el 50% de la meta. En una entrevista en el noticiario de Canal 13, Teletrece, Mario Kreutzberger, antes de irse al estadio, aclaraba que nada de lo planeado había funcionado, y le pedía a la gente que fuera nuevamente al banco si tenía la posibilidad. Sin embargo afirmó que no creía que se superara la meta, aunque sí confiaba por lo menos llegar cerca de ella.
Por primera vez el bloque de cierre se realizó en un Estadio Nacional absolutamente repleto. A las 23:26, un nuevo cómputo marca abruptamente la diferencia: $ 3 908 243 017. Don Francisco admite definitivamente que no se llegaría a la meta, lo que se confirmaría cuando a las 00:33 las cifras superaban apenas los $ 4 200 millones. La transmisión se extendió por media hora más y a la 01:06 del domingo 3 de diciembre, el cómputo final marca $ 5 005 253 668, $ 1 272 millones menos que la meta. Antes del cierre, Don Francisco agradeció a todos los que habían participado y manifestó su respeto a quienes no lo hicieron:

Señores, amigos de todo Chile, después de muchas horas de esfuerzo y también de muchos meses de trabajo, de gente que no aparece y que no recibe el aplauso, de miles porque son miles que están detrás de las cámaras, de profesionales que trabajan en los institutos: médicos, enfermeras; artistas, comunicadores, productores, músicos, un mundo que se pone al servicio de una sonrisa, quizás, esa meta que nos propusimos hoy día, fue demasiado alta, a lo mejor no la supimos motivar bien. Quizás, nos equivocamos en algo, pero he aprendido en estos 18 años que una sonrisa, con esperanza, no tiene precio. Quiero agradecerles a todos los que nos colaboraron, respeto a quienes no lo hicieron. Les agradezco a nombre de todos mis compañeros y 50 mil niños impedidos, la sensibilidad, el corazón, el espíritu de solidaridad de esta tierra pequeña y lejana, que pierde seguramente en muchos eventos, pero que una vez más esta noche, ha demostrado que somos campeones, campeones de la solidaridad. ¡Buenas noches y muchas gracias! Nos vamos a despedir con el himno que cerró la Primera Teletón, el Himno de la Alegría. ¡Gracias Chile!
Mario Kreutzberger, 3 de diciembre de 1995.

El evento terminó con el "Himno de la Alegría" junto con un show de fuegos artificiales. Además, sobre el tablero marcador de goles, estalló un letrero escrito en pirotecnia con la frase "Gracias Chile". Días después, el Banco de Chile marcó el cómputo final de $ 5 534 774 829 (US$ 13 401 391), que se convertiría en la cifra final. Para alcanzar la meta faltaron solamente $ 742 253 003. A pesar de este fracaso, de acuerdo a la cifra final dada por el Banco de Chile, se consiguió reunir casi $ 1 900 millones más que en la versión anterior, logrando el objetivo de construir un nuevo instituto de rehabilitación, que fue instalado en Iquique e inaugurado en la Teletón siguiente.

## Participantes
| - Juan Antonio Labra - Alberto Plaza - Cecilia Echenique - Irene Llano - Patricia Frías - Lorena - Los Jaivas - Buddy Richard - La Sociedad - La Sonora de Tommy Rey - Los Ramblers - Los Peores de Chile - Los Miserables - Rodolfo Navech - Ginette Acevedo - Cristóbal - Nelly Sanders - Keko Yunge - René Inostroza - Paolo Salvatore - Rumba 8 - Aleste - Álvaro Scaramelli - Beatlemanía - Germán Casas - Sonora Palacios - Banda San Andrés - El Monteaguilino - La nueva ola - Javiera Parra - Andrea Tessa - Illapu - Myriam Hernández - Jano Soto - Nicole | - Garibaldi - Luz Casal - Daniela Mercury - Aterciopelados - Barrio Boyzz - Banana 5 - Facundo Monti - Azul Violeta - Los Calzones Rotos - Proyecto Uno - El General - Coco Legrand - Jorge "Chino" Navarrete - Óscar Gangas - Paulo Iglesias - Ricardo Meruane - Thompson - Bruce - Los Indolatinos - Lalo Vilches - Álvaro Salas - Johnny Weich, ventrilocuo - Ballet Mosseiev - Generación 95 - Raul Di Blasio - El Club Disney - Pipiripao - Cachureos - Los Tachuelas - La Chilindrina |

## Telefonistas (solamente bloque de apertura)
| Rostro                        | Zona                             |
| ----------------------------- | -------------------------------- |
| Eduardo Palacios (MEGA)       | Llamadas internacionales         |
| Patricia Espejo (TVN)         | Zona Sur                         |
| Nicolás Vergara (RED)         | Región Metropolitana de Santiago |
| Carolina Rossetti (CHV)       | Zona Centro                      |
| Jorge Díaz Saenger (UCTV-C13) | Zona Norte                       |

## Transmisión
- Canal 2 Rock & Pop
- La Red Televisión
- UCV Televisión
- Televisión Nacional de Chile
- Megavisión
- Chilevisión
- Universidad Católica de Chile Televisión
- Telenorte
- Red Metrópolis-TV Cable Intercom
- Red VTR TV Cable-Cablexpress

### Programación
| Horario                                | Bloque                                                                 | Contenido |
| -------------------------------------- | ---------------------------------------------------------------------- | --- |
| 22:00-00:00                            | Apertura                                                               | Bloque inaugural, animado por Don Francisco, Paulina Nin de Cardona, Antonio Vodanovic y Cecilia Bolocco. Incluyó el llamado "Policoro" compuesto por un grupo de senadores y diputados, un musical con Juan Antonio Labra y una rutina de Coco Legrand. Actuaciones musicales - Musical de obertura - "Las hormigas" - Garibaldi - "Marta Elena", "La ventanita" - Juan Antonio Labra - Luz Casal - "Entre mis recuerdos", "Piensa en mi" - Cecilia Echeñique - "Acércate y bésame" - Alberto Plaza - "Canción contra la tristeza" (canción ganadora Festival OTI Chile '95, segundo lugar en Paraguay) - Daniela Mercury - "O Canto da Cidade" - Aterciopelados - "Bolero falaz"      |
| 00:00-04:00                            | Teatro Teletón                                                         | Conducen Savka Pollak con Jorge Rencoret e Ivette Vergara con Juan Guillermo Vivado. Además de una bailetón de famosos desde la Discoteque Broadway, animado por Álvaro Escobar, Alfredo Lewin y Angélica Castro. Actuaciones musicales - Patricia Frías, Lorena e Irene Llano junto al ballet de Julio Zúñiga - Medley flamenco-pop (“La magia del ritmo” (de Marie Claire D'Ubaldo); “Tu cariño se me va” (de Buddy Richard y luego Los Tres); “La gota fría” (de Carlos Vives); “El Matador” (de Los Fabulosos Cadillacs); “Se fue” (de Laura Pausini); “Mujeres” (de Ricardo Arjona) - Barrio Boyzz - “Una noche de amor” (cover de “In the Still of the Night” de The Five Satins) |
| 04:00 - 07:00                          | Musicales y humor                                                      | Con Kike Morandé, Felipe Camiroaga y Luis Jara. Incluyó las actuaciones de Óscar Gangas, Eduardo Thompson, Guillermo Bruce y Palta Meléndez. Actuaciones musicales - Rumba 8 - “Cachete, pechito y ombligo” (cover de Pancho y la Sonora Colorada) |
| 07:00 - 08:00                          | Al despertar                                                           | Con Jorge Hevia y Margot Kahl desde el Muelle Prat en Valparaíso Actuaciones musicales - Lucho Barrios - "Valparaíso de mi amor", "Mi niña bonita" |
| 08:00 - 12:00                          | Bloque infantil                                                        | Con Don Francisco y Raquel Argandoña - Cachureos - "Cachureos", "Congelao", "Kikirí Que Le Haga", "Gimnasia Musical" |
| 12:00 - 14:30                          | La hora del reencuentro                                                | Desde la Plaza de Armas de Santiago, con Julio Videla |
| 14:30 - 16:30                          | Foro Panel: 38 Años, un homenaje de la Teletón a la Televisión Chilena | Con Raúl Matas, Cecilia Serrano, Milton Millas y Sergio Livingstone. |
| 16:30 - 18:00                          | Teatro Teletón                                                         | Show con invitados y variedad de animadores Actuaciones musicales - Ciclodanza de Julio Zúñiga - Medley de éxitos de los años 60 - Facundo Monti - "Dime tu nombre" |
| 18:00 - 19:00                          | Estadio Chile                                                          | Exhibición de artes marciales y aeróbica. Con Claudia Conserva, Juan Carlos Valdivia y Christian Gordon. Actuaciones musicales - Musical de deportistas |
| 19:00-21:59                            | Teatro Teletón                                                         | Show de cierre con invitados Actuaciones musicales - Musical de La Nueva Ola - Musical de actores de teleseries - Nicole - "Esperando nada", "Dame luz" |
| Noticieros de cada canal (22:00-22:59) |                                                                        | |
| 23:00-01:20                            | Cierre                                                                 | Desde el Estadio Nacional, con Don Francisco, Antonio Vodanovic, Jorge Hevia, Cecilia Bolocco, Kike Morandé y Javier Romero Actuaciones musicales - Himno Teletón 1995 - "Juntos podemos" - Proyecto Uno - “Está pega'o” - El General - “Te ves buena” - Garibaldi - “La Ventanita”, “Vamos de fiesta” - Los Calzones Rotos - Myriam Hernández - “Lo mejor que me ha pasado”; “Gracias a la vida” (versión a capela, original de Violeta Parra) - Illapu - “Sincero positivo", “Lejos del amor” - Cierre con artistas y animadores - “Himno de la Alegría” Actuación de humor - Álvaro Salas                                                                                            |

## Recaudación

### Cómputos
| Hora  | Monto en pesos  | % meta   | Monto en dólares |
| ----- | --------------- | -------- | ---------------- |
| 22:15 | $ 130 540       | < 0,01 % | $ 316            |
| 23:13 | $ 32 357 523    | 0,51 %   | $ 78 347         |
| 00:17 | $ 182 532 939   | 2,90 %   | $ 441 968        |
| 01:34 | $ 288 972 298   | 4,60 %   | $ 699 690        |
| 04:43 | $ 380 352 436   | 6,06 %   | $ 920 950        |
| 06:59 | $ 416 675 907   | 6,64 %   | $ 1 008 901      |
| 09:42 | $ 539 352 313   | 8.59 %   | $ 1 305 937      |
| 10:44 | $ 689 900 247   | 10,99 %  | $ 1 670 460      |
| 11:43 | $ 782 686 275   | 12,47 %  | $ 1 895 124      |
| 13:14 | $ 918 448 845   | 14,63 %  | $ 2 223 847      |
| 15:14 | $ 1 324 047 202 | 21,09 %  | $ 3 205 925      |
| 17:42 | $ 1 879 164 121 | 29,93 %  | $ 4 550 034      |
| 19:42 | $ 2 128 736 935 | 33,91 %  | $ 5 154 326      |
| 20:57 | $ 2 880 979 153 | 45,90 %  | $ 6 975 736      |
| 21:59 | $ 3 208 291 257 | 51,11 %  | $ 7 768 259      |
| 23:26 | $ 3 908 243 017 | 62,26 %  | $ 9 463 058      |
| 00:33 | $ 4 204 332 866 | 66,98 %  | $ 10 179 982     |
| 00:56 | $ 4 663 423 859 | 74,29 %  | $ 11 291 583     |
| 01:06 | $ 5 005 253 668 | 79,74 %  | $ 12 119 258     |

### Auspiciadores
| Empresa                            | Rubro            | Monto en pesos | Monto en dólares |
| ---------------------------------- | ---------------- | -------------- | ---------------- |
| Babysan                            | Pañales          | $37 867 930    | $ 91 689         |
| Banco de Chile                     | Banco            | $52 940 759    | $ 128 185        |
| Cachantún                          | Agua mineral     | $34 980 000    | $ 84 697         |
| Cerveza Cristal                    | Cervezas         | $55 798 283    | $ 135 104        |
| Coca-Cola                          | Bebidas          | $45 100 000    | $ 109 200        |
| Colún                              | Quesos           | $36 430 593    | $ 88 209         |
| Confort                            | Papel higiénico  | $40 000        | $ 96 852         |
| Copec                              | Petróleos        | $40 000        | $ 96 852         |
| CTC Mundo                          | Telefonía        | $87 566 406    | $ 212 025        |
| Dos en Uno (Chubi)                 | Confites         | $32 199 000    | $ 77 963         |
| Dos en Uno (Selz, Mamba y Holanda) | Galletas         | $41 290 000    | $ 99 975         |
| Johnson's Clothes                  | Sastrería        | $32 110 000    | $ 77 748         |
| Linic                              | Champú           | $36 273 394    | $ 87 829         |
| Lucchetti                          | Pastas           | $36 720 830    | $ 88 912         |
| Nova                               | Toalla higiénica | $34 000        | $ 82 324         |
| Odontine                           | Pasta dental     | $33 494 826    | $ 81 101         |
| Ultra Omo                          | Detergente       | $40 230 780    | $ 97 411         |
| Otto Kraus                         | Juguetería       | $30 250 000    | $ 73 244         |
| Panadol                            | Analgésico       | $30 600 000    | $ 74 092         |
| Pisco Control                      | Pisquería        | $37 280 552    | $ 90 267         |
| Ripley                             | Multitiendas     | $32 157 839    | $ 77 864         |
| Savory                             | Helados          | $34 000        | $ 82 324         |
| Secret                             | Desodorante      | $32 747 729    | $ 79 292         |
| Soprole                            | Leche            | $44 288 275    | $ 107 235        |
| Soprole                            | Yogur            | $30 794 863    | $ 74 563         |
| Super Pollo                        | Avícola          | $40 502 000    | $ 98 067         |
| Té Supremo                         | Té               | $34 674 470    | $ 83 957         |
| Zuko                               | Jugos en polvo   | $37 175 450    | $ 90 013         |
| Total                              | 26 empresas      | $1 101 473 979 | $ 2 667 007      |